# Celestino Maria Cocle
Mons. Celestino Maria Cocle (San Giovanni Rotondo, 23 novembre 1783 – Napoli, 3 marzo 1857) è stato un arcivescovo cattolico italiano, Superiore generale dei redentoristi e confessore della famiglia reale dei Borbone delle Due Sicilie.

## Biografia
Nacque a San Giovanni rotondo il 23 novembre 1783. Aveva due fratelli già presbiteri. Iniziò il noviziato nel 1800 presso la Congregazione del Santissimo Redentore a Nocera dei Pagani, studiando filosofia e teologia. Ben presto insegnò ai novizi, tanto da essere trasferito a Roma come rettore del collegio di Santa Maria in Monterone. Ritornato a Pagani come superiore, fece restaurare la chiesa della congregazione, costruendovi la cappella che avrebbe custodito le reliquie di Sant’Alfonso Maria de Liguori, riconsegnate all'ordine.
Eletto rettore maggiore nel 1824, veniva molto considerato nella famiglia reale e negli ambienti della Santa Sede, soprattutto per le sue capacità politiche, fu scelto come istitutore e confessore del futuro re Ferdinando II, su cui ebbe un'influenza notevole. Rifiutò, tuttavia, più volte la nomina episcopale, prima di convincersi ad accettare quella di arcivescovo in partibus di Patrasso. Fu consacrato a Napoli, il 1º novembre 1831, nella chiesa di Sant’Antonio a Tarsia dal nunzio apostolico a Napoli Luigi Amat di San Filippo e Sorso. Membro del clero palatino, fu socio onorario dell'Accademia Ercolanese.
Nel 1849 organizzò la visita pastorale di papa Pio IX e del segretario di stato Giacomo Antonelli a Pagani presso la sede della congregazione, accompagnando personalmente il re Ferdinando II e il fratello, il conte di Trapani Francesco.
Fu storicamente considerato una figura controversa, capace di "affari e raggiri": nel contesto dei moti del 1848 fu allontanato e fuggì assieme al ministro Francesco Saverio del Carretto, entrambi accusati del malgoverno del Regno come capro espiatorio, dalla stampa e dalla cronaca che li appellava ironicamente come Don Celestino e il Carrettiere.
Morì a Napoli il 3 marzo 1857 per apoplessia e fu sepolto nella chiesa di Sant'Antonio a Tarsia, dove è eretto il monumento sepolcrale.

## Genealogia episcopale
La genealogia episcopale è:
- Cardinale Scipione Rebiba
- Cardinale Giulio Antonio Santori
- Cardinale Girolamo Bernerio, O.P.
- Arcivescovo Galeazzo Sanvitale
- Cardinale Ludovico Ludovisi
- Cardinale Luigi Caetani
- Cardinale Ulderico Carpegna
- Cardinale Paluzzo Paluzzi Altieri degli Albertoni
- Papa Benedetto XIII
- Papa Benedetto XIV
- Cardinale Enrico Enriquez
- Arcivescovo Manuel Quintano Bonifaz
- Cardinale Francisco Antonio de Lorenzana y Butrón
- Cardinale Giuseppe Maria Spina
- Cardinale Luigi Amat di San Filippo e Sorso
- Arcivescovo Celestino Maria Cocle, C.SS.R.